# Балки (Берестинський район)
Балки — селище в Україні, у Наталинській сільській громаді Берестинського району Харківської області. Населення становить 466 осіб.

## Географія
Селище Балки знаходиться на відстані 4 км від річки Берестова, до селища примикає село Петрівка, на відстані 1 км розташоване село Попівка. Через селище проходить залізниця, станції Поштова та Балки. На відстані 4 км проходить автомобільна дорога Р51.

## Історія
- 1936 — дата заснування.

## Населення
Згідно з переписом УРСР 1989 року чисельність наявного населення селища становила 564 особи, з яких 269 чоловіків та 295 жінок.
За переписом населення України 2001 року в селищі мешкало 466 осіб.

### Мова
Розподіл населення за рідною мовою за даними перепису 2001 року:
| Мова       | Відсоток |
| ---------- | -------- |
| українська | 94,42 %  |
| російська  | 5,36 %   |
| інші       | 0,22 %   |

## Економіка
- Бурякоприємний пункт.
- Елеватор.
- Газопровід «Союз».